# بايغان
بايغان (فارسی: بایگان)، (بالفارسية: بایگان) هي منطقة سكنية تقع في فارس في إيران. يقدر عدد سكانها بـ 2,679 نسمة في 601 عائلة، حسب إحصاء سكان لعام 2006